# Olga Tokarczuk
Olga Nawoja Tokarczuk ([tɔˈkart͡ʂuk]; sinh ngày 29 tháng 1 năm 1962) là một nhà văn, nhà hoạt động, và nhà thơ, nhà tâm lý học người Ba Lan được coi là một trong những tác giả được giới phê bình đánh giá cao và thành công nhất trong thế hệ của bà ở Ba Lan. Năm 2019, bà được trao giải Nobel Văn học với tư cách là nhà văn nữ Ba Lan đầu tiên "trí tưởng tượng và niềm say mê kiến thức rộng lớn, đã thể hiện những hành trình vượt qua các ranh giới như một dạng thức của sự sống." Đối với cuốn tiểu thuyết Primeval and Other Times, Drive Your Plow Over the Bones of the Dead, và The Books of Jacob.

## Tiểu sử
Olga Nawoja Tokarczuk sinh năm 1962, tại Sulechow, Sulechów gần Zielona Góra, ở tây Ba Lan. Cha mẹ bà là Wanda Słabowska và Józef Tokarczuk, là những giáo viên và có một chị em gái. Cha mẹ cô đã được tái định cư từ các khu vực phía đông cũ của Ba Lan sau thế chiến hai; một trong những người bà của bà là người gốc Ukraina. Gia đình sống ở vùng nông thôn ở Klenica, cách Zielona Góra khoảng 11 dặm, nơi cha cô điều hành một thư viện trường học, nơi cô tìm thấy niềm yêu thích văn học của mình. Cha cô là thành viên của đảng cộng sản Đảng Công nhân Thống nhất Ba Lan. Tokarczuk ưa thích tiểu thuyết của Henryk Sienkiewicz In Desert and Wilderness và các truyện cổ tích. Sau đó họ chuyển về phía đông nam đến Kietrz ở Opolian Silesia, nơi cô tốt nghiệp Trung học C.K. Norwid. Năm 1979, cô ra mắt với hai truyện ngắn đăng trên tạp chí trinh sát thanh niên Na Przełaj. Bà cũng là nhà văn theo trào lưu nữ quyền và hiện thực huyền ảo. 
Trước khi nổi tiếng với sự nghiệp văn chương, từ năm 1980, cô theo học ngành tâm lý học tại Đại học Warsaw. Trong thời gian sinh viên, bà làm tình nguyện viên cho một viện tâm thần cho thanh thiếu niên có các vấn đề về hành vi. Sau khi tốt nghiệp năm 1985, ban đầu bà đến Wrocław và sau đó đến Wałbrzych, để hành nghề trị liệu. Tokarczuk tự coi mình là học trò của Carl Jung và trích dẫn tâm lý học của mình như một nguồn cảm hứng cho tác phẩm văn học. Từ năm 1998, Tokarczuk sống trong một ngôi làng nhỏ gần Nowa Ruda, nơi bà quản lí công ty xuất bản riêng Ruta.